# Angkor Airways
Angkor Airways Corporation (Tập đoàn Hàng không Angkor) là một hãng hàng không không còn tồn tại có trụ sở tại Phnôm Pênh, Campuchia. Hãng hàng không này chính thức đi vào hoạt động năm 2004 và từng được Far Eastern Air Transport (Vận tải Hàng không Viễn Đông, viết tắt FAT) của Đài Loan đầu tư một khoản tiền đáng kể nhằm sử dụng Sân bay Quốc tế Angkor ở Siem Reap làm điểm kết nối chung của hãng này và là một trạm trung chuyển nhanh giữa Đài Loan và Cộng hòa Nhân dân Trung Hoa (nơi các chuyến bay thẳng giữa hai địa điểm trước đây từng bị cấm do vị thế chính trị Đài Loan), trong khi hãng còn khai thác một số chuyến bay thuê ở khu vực Đông Á và Đông Nam Á. Tất cả đội máy bay của Angkor Airways đều được thuê ướt từ FAT.
Sau hàng loạt đợt khủng hoảng tài chính của hãng FAT mẹ, Angkor Airways đã phải ngừng mọi hoạt động do gặp khó khăn về tài chính vào ngày 9 tháng 5 năm 2008.

## Điểm đến

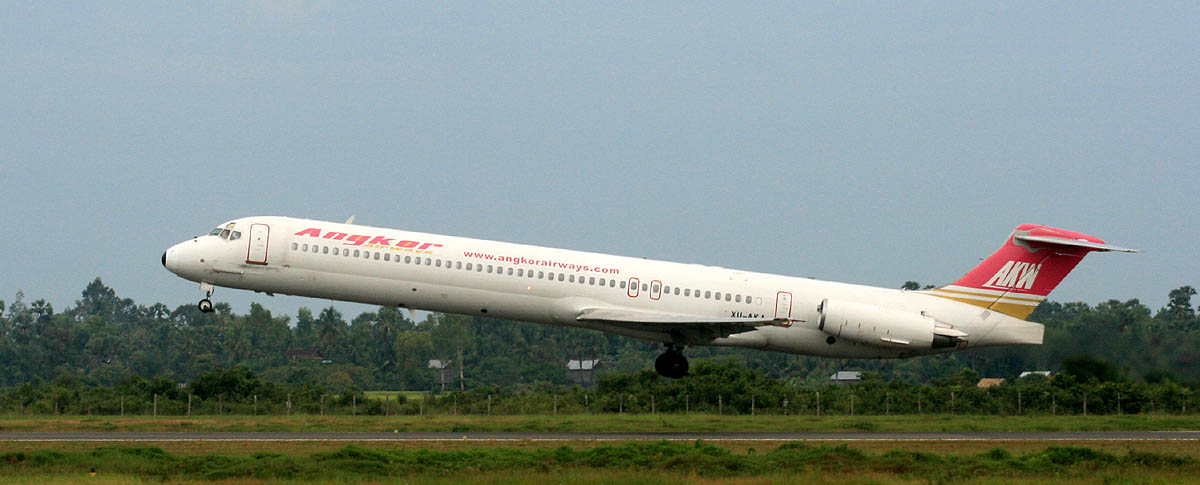
Angkor Airways MD-83

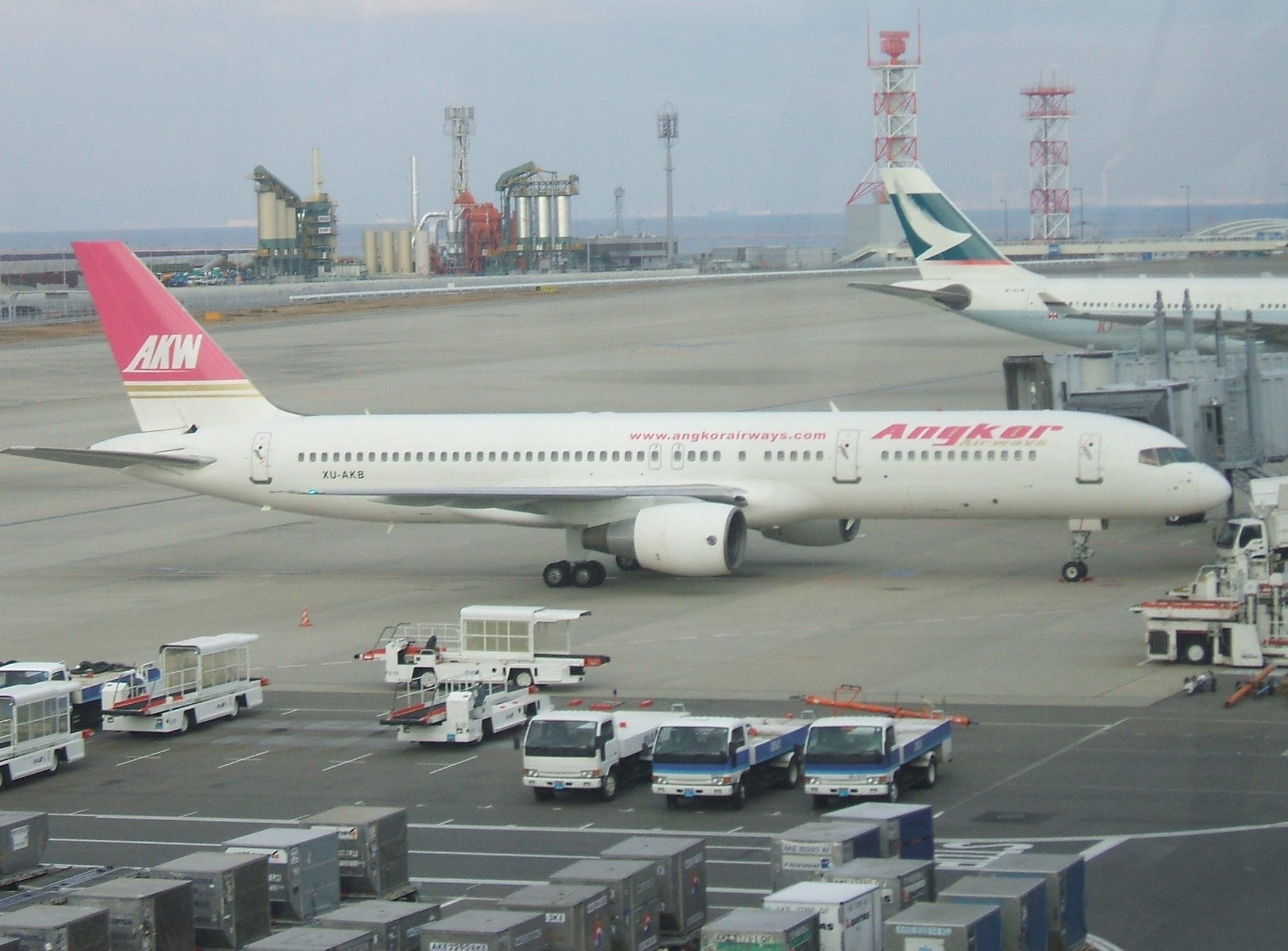
Boeing 757 của Angkor Airways

### Đông Á
Cộng hòa Nhân dân Trung Hoa
- Thành Đô (Sân bay quốc tế Song Lưu Thành Đô)
- Côn Minh (Sân bay quốc tế Vu Gia Bá Côn Minh)
- Đài Bắc (Sân bay quốc tế Đào Viên Đài Loan)
- Cao Hùng (Sân bay quốc tế Cao Hùng)

 Nhật Bản
- Tokyo (Sân bay quốc tế Narita) - bay thuê
- Nagoya (Sân bay quốc tế Chubu) - bay thuê
- Niigata (Sân bay Niigata) - bay thuê
- Osaka  (Sân bay quốc tế Kansai) - bay thuê
- Fukuoka (Sân bay Fukuoka) - bay thuê

### Đông Nam Á
Campuchia
- Phnôm Pênh (Sân bay Quốc tế Phnom Penh) - điểm kết nối chung
- Siem Reap (Sân bay Quốc tế Angkor) - thành phố trọng điểm

## Đội máy bay
Đội bay của hãng Angkor Airways bao gồm những loại máy bay sau (vào tháng 4 năm 2008):
- 1 Boeing 757-200 (được hãng Far Eastern Air Transport cho thuê lại)
- 1 McDonnell Douglas MD-83 (được hãng Far Eastern Air Transport cho thuê lại)